# Chirocentrites
Chirocentrites es un género extinto de peces que pertenece a la familia Ichthyodectidae, en el orden de los Ichthyodectiformes. Este género marino vivió durante la época del Cretáceo.

## Especies
Clasificación del género Chirocentrites:
- † Chirocentrites
  - † Chirocentrites coroninii (Heckel 1849)
  - † Chirocentrites neocomiensis (Pictet 1858)